# Trox boucomonti
Trox boucomonti is een keversoort uit de familie beenderknagers (Trogidae). De wetenschappelijke naam van de soort is voor het eerst geldig gepubliceerd in 1933 door Paulian.